# Пешитта
Пешитта (Classical Syriac: або ܦܫܝܼܛܬܵܐ pšīṭtā) — стандартна версія Біблії для церков сирійської традиції, до якої належать Маронітська церква, Халдейська католицька церква, Сирійська католицька церква, Сирійська ортодоксальна церква, Ассирійська церква Сходу та Сиро-Малабарська католицька церква.
Консенсус у біблійній науці, хоч і не всесвітній, полягає в тому, що Старий Завіт Пешитти був перекладений на Сирійську з івриту, ймовірно, у ІІ сторіччі після Різдва Христового, і що Новий Завіт Пешитти було перекладено з грецької. Цей Новий Завіт, спочатку виключав деякі суперечливі книги (2 Петра, 2 Івана, 3 Івана, Юди, Об'явлення), став стандартом на початку V сторіччя. П’ять виключених книг були додані у Гарклеанській версії (616 рік) Фоми Гаркельського. Проте Об’єднане біблійне товариство Пешитти 1905 року використовувало нові видання, підготовлені ірландським сиріїстом Джоном Гвинном для відсутніх книг.

## Етимологія
Назва «Пешитта» походить від сирійської картиpaqtâ pšîṭtâ (ܡܦܩܬܐ ܦܫܝܛܬܐ), що літерально означає «проста версія». Також можна перекласти pšîṭtâ як «загальне» (тобто для всіх людей) або «пряме», а також звичайний переклад як «просте». Сирійська мова є діалектом або групою діалектів східної арамейської мови округи Едеси. Вона написана сирійською абеткою й по різному транслітерується латинською абеткою, що породжує різні написання назви: Пешитта, Пешиття, Пшитта, Пшиття, Пшитто, Фшитто.

## Історія Пешитти
З V сторіччя Пешитта широко розповсюдилася на Сході, — вона приймалась і шанувалась всіма течіями сирійського християнства. Це мало великий місіонерський вплив: вірменська та грузинська версії, а також арабська та перська, не сильно відрізняються від сирійської. Відома несторіанська табличка Чанані свідчить про наявність сирійських писань у внутрішньому Китаї у 8 сторіччі. Пешитта вперше була привезена у Західну Європу Мойсеєм Мардінським, відомим сирійським церковним діячем, який безуспішно шукав покровителя в Римі та Венеції для її друку. Врешті він отримав підтримку 1555 року у Відні від імператорського канцлера Священної Римської імперії Альберта Відманштадта. Він взявся за друк Нового Завіту, й імператор сплатив за типографські набори сирійських літер. Єврей-християнин Іммануїл Тремеллій, знання якого високо цінувалося англійськими реформаторами і богословами, видав 1569 року Сирійський Новий Завіт єврейськими літерами. 1645 року перше видання Старого Завіту Пешитти було підготовлено Габріелем Сіонітою для Паризької Поліглоти, а 1657 року вся Пешитта увійшла у видання Лондонської Поліглоти Волтона. Найдовше найкращим виданням Пешитти було видання Джона Леусдена та Карла Шаафа, і воно все ще цитується під символом «Syrschaaf» або «SyrSch».

## Новозавітна Пешитта
Коли було виявлено найдавніший текст Нового Завіту Пешитти Хабоуріський кодекс, -, Кодекс Хобуріса, в Нью-Йорк таймс 26 березня 1955 року з'явилася стаття "Бібліотека ЗДА отримує стародавню Біблію", в якій повідомлялося про найдавнішу відому Новозавітню Біблію, написану "мовою, якою користувався Христос". Вона була доставлена до Білого дому, де її оглядав американський президент Двайт Ейзенгауер. Це відкриття кинуло виклик старому погляду, що арамейські Новозавітні Писання Пешитти були написані після грецьких та єврейських текстів, й надало довіри точці зору меншості, якої тримається Церква Сходу, що стверджує, що володіє Писанням Нового Завіту передане самими апостолами.
У детальному дослідженні 1–14 розділів Благовістя від Матвія Гвілліам встановив, що Пешитта збігається з Текстом Рецептом 108 разів, а з Ватиканським кодексом - 65 разів; у 137 випадках він відрізняється від обох, як правило, тоді коли збігається зі давньосирійськими та давньолатинськими рукописами; 31 раз у ньому текст відсутній у всіх інших кодексах.
З цією метою та стосовно первинності Пешитти Патріарх Асирійської церкви Сходу Шимун XXI Ешаї узагальний так:
"З посиланням на .... оригінальність тексту Пешитти, як Патріарх і Глава Священної Апостольської та Католицької Церкви Сходу, ми хочемо констатувати, що Церква Сходу отримала Писання з рук самих благословенних апостолів в арамейському оригіналі, мовою, якою говорив сам наш Господь Ісус Христос, і що Пешитта - це текст Церкви Сходу, що перейшов від біблійних часів без будь-якої зміни й перегляду».
Єврейський історик Йосип Флавій засвідчив, що у першому сторіччі арамейська мова була широкопоширеною розмовною мовою і точно зрозуміла парфянами, вавилонянами, найвіддаленішими аравійцями та народом Адіабени за Євфратом.
Археолог і дослідник Кумрана Ігаель Ядін вказує, що арамейська мова була мовою франка тієї доби. Широке використання арамейської мови  також підтримується свідченням Нового Завіту (конкретно у Матвія 4:24-25, Марка 3:7-8 та Луки 6:17), в яких люди з Галілеї, Юдеї, Єрусалиму, Ідумеї, Тиру, Сидону, Сирії, Десятимістя та Зайордання прийшли побачити Ісуса на зцілення та почути його проповідь.
Заява Євсевія Кесарйського про те, що єврейський християнський автор Геґесіпп "робив деякі цитати з Євангелія за євреями та з сирійського Євангелія", означає згадку про Новий Завіт сирійської мовою вже у 160-180 роках. Переклад Нового Завіту є ретельним, вірним і літеральним, а також простотою, прямотою і прозорістю стилю захоплюються всі сирійські вчені, за що його називають "Королевою версій".

## Критичне видання Нового Завіту
Стандартне видання "Об'єднаних біблійних товариств 1905 року" Нового Завіту Пешитти базувалося на виданнях, підготовлених сирійцями Філіпом Е. Пусі (1880 р.), Джорджем Гвілліамом (1914 р.) Та Джоном Гвіном. Ці видання включали критичне видання Євангелій Гвільяма і Пусі 1901 року, критичне видання Дій апостолів Гвілліяма, критичне видання Послань Павла Гвілліяма і Пінкертона та критичне видання Джона Гвинна загальних апостольських послань та пізнішого Об'явлення. Цей критичний текст Пешитти ґрунтується на збірці понад 70 рукописів Пешитти та кількох інших арамейських рукописів. Усі 27 книг спільного Західного канону Нового Завіту включені до цього видання Пешитта Британського та Закордонного Біблійного товариств 1905 року. Сирійська Біблія 1979 року, Об’єднаного біблійного товариства для свого Нового Завіту використовує той самий текст. Online Bible відтворює символи івриту 1905 року Сирійської Пешитти.

## Переклади Пешитти
- Джеймс Мердок - Новий Завіт, або Книга Святого Євангелія Господа нашого і Бога Ісуса Месії (1851).
- Джон Веслі Етерідж - Літеральний переклад чотирьох Євангелій з Пешито, або давньосирійської та Апостольських Дій та Послань з Пешито, або Стародавньосирійської: до яких додаються решта послань та Книга Одкровення, пізнішим сирійським текстом (1849).
- Джордж М. Ламса - Священна Біблія з давньосхідного тексту (1933) — Містить Старий і Новий Завіт відповідно до тексту Пешитти. Цей переклад більш відомий як Біблія Ламса. Він також написав кілька інших книг про первинність Пешитти та арамейського текту, такі як "Євангельське світло", "Походження Нового Завіту" та "Ідіоми Біблії", а також коментар до Нового Завіту. З цією метою декілька провіжних американських протестантських проповідників використовували або схвалювали Біблію Ламси, такі як Орал Робертс, Біллі Грем та Вільям Бранхам.
- Andumalil Mani Kathanar - Vishudha Grantham. Переклад Нового Завіту на малаяламську мову.
- Mathew Uppani CM I - Пешитта Біблія. Переклад (включаючи Старий та Новий Завіти) на малаяламську мову (1997).
- Arch-corepiscopos Curien Kaniamparambil[en]- Vishudhagrandham. Переклад Біблії на малаяламську мову.
- Janet Magiera - Переклад Нового Завіту Арамейської Пешитти (у трьох томах) (2006). порівняння перекладів Магієри з Джорджа Ламси.
- Міжнародний шлях - арамейсько-англійський міжлінійний Новий Завіт
- Вільям Нортон - Переклад англійською щоденно використовуваного Пешито-сирійського тексту та набутого грецького тексту Євреїв, Якова, 1 Петра та 1 Іоанна: зі вступом до Пешито-сирійського тексту та отримане Текст грецької мови 1881 року та переклад на англійську щоденну мову: з сімнадцяти листів, що утворюють частину пешито-сирійських книг.
- Gorgias Press - Антіохійська Біблія, текст Пешитти та переклад Старого Завіту, Нового Завіту та Апокрифа.

## Рукописи Пешитти
Хоча фізичних доказів ще не виявлено, Дж. С. Ассемані у своїй Бібліотеці вказав, що в Месопотамії було виявлено сирійське Євангеліє датоване 78 роком.
У Британських архівах є такі рукописи:
- Британська бібліотека, Дод. 14470   - повний текст 22 книг, починаючи з 5/6 сторіч
- Євангелія Раббула
- Хабориський кодекс
- Філлиппський кодекс 1388
- Британська бібліотека, Дод. 12140
- Британська бібліотека, Дод. 14479
- Британська бібліотека, Дод. 14455
- Британська бібліотека, Дод. 14466
- Британська бібліотека, Дод. 14467
- Британська бібліотека, Дод. 14669